# 渡邊奈央
渡邊 奈央（わたなべ なお、1982年6月28日 - ）。日本のシンガーソングライター。ドーモレコード 所属。

## 来歴
5歳の頃より、音楽好きの母親の影響でクラシックピアノを習い始める。
16歳の頃に作詞作曲を開始し、18歳の頃に父親の他界をきっかけにピアノ1本でのライブ活動を開始する。
2003年にファーストアルバム『Sachi』を発表。
2005年初め、ドーモレコード( Domo Music Group / Domo Records, Inc.) の社長にスカウトされ、奈央が憧れていたシンセサイザー喜多郎と同じ所属となる。
同年5月、アルバム『Nao Watanabe』をロサンゼルスでレコーディング。
2006年7月には、恵比寿のライブハウスで、初のワンマンライブを行った。
2007年11月14日、東野幸治と藤井隆のMCバラエティ番組ニューカマーズ・サーカス『あらびき団』に出演し、夫を亡くした母親への手紙を元に書いた曲「Live With Me (一緒に暮らそう）」を演奏した。

## 音楽

### アルバム
- Nao Watanabe
- SACHI